# タブー（禁じられた愛）
『タブー（禁じられた愛）』（タブー　きんじられたあい）は、 1980年5月1日に発売された郷ひろみ34作目のシングル。
前曲セクシー・ユーと同様のアフロヘアーで歌ったが、アフロヘアーにしてから数ヶ月経過しているため、かなり大きなアフロヘアーになっていた。

## 収録曲
全曲　作曲:網倉一也／編曲:萩田光雄
1. タブー（禁じられた愛） (3分41秒)
  - 作詞:浅野裕子
2. 金曜の夜 (3分42秒)
  - 作詞:網倉一也